# Ragdoll
Ragdoll je druhá největší rasa koček domácích na světě, hned po mainské mývalí kočce.[zdroj⁠?!] Patří mezi polodlouhosrsté kočky a velikostně se řadí mezi středně velká plemena. Tělo těchto koček má působit mohutným dojmem. Kočky váží jen 4–7 kg, kdežto kocouři něco mezi 6–10 kg a jejich délka může dosahovat až jednoho metru.
Ragdoll je klidná, trpělivá a elegantní kočka, která vyniká svou vysokou inteligencí, což mnohým majitelům přináší do života veselé momenty. Díky své mírumilovné povaze jsou skvělými felinoterapeuty, avšak na straně druhé velice špatně snáší samotu a nezájmem svého majitele mohou velmi trpět. Kočky Ragdoll potřebují společnost, kterou může tvořit i jiné zvíře. Jsou taktéž velmi hraví, rádi aportují různé předměty a svého majitele pronásledují na každém kroku. Někdy jsou s nadsázkou označováni za pejsky v kočičím převleku.

## Vzhled a stavba těla
Je velká, svalnatá, se silnými kostmi a plným hrudníkem. Srst je nejdelší na krku, na hlavě naopak nejkratší; obecně je velmi hustá, hedvábně jemná a nemá sklony k plstnatění. Koťata jsou většinou po narození celá čistá bílá, ale už po několika týdnech se začnou zbarvovat. Zbarvování srsti končí až ve 4 letech, kdy je ukončen i jejich tělesný vývin.
Hlava je klínovitá s pevnou, silnou bradou. Velké a oválné oči by měly být modře zbarvené (čím jsou tmavší, tím lépe[zdroj?]) a středně velké uši, posazené dále od sebe, jsou mírně zaoblené, nikoli do špičky. Nos je mírně prohnutý. Krk je obvykle krátký a tlustý a spolu s dlouhými chlupy plynule navazuje na hruď. Přední nohy jsou o něco kratší než zadní, zadní část mírně vystupuje nahoru. Velké tlapy mají kulatý tvar, mezi prsty vyrůstají chomáčky chloupků. Tyto kočky mají středně dlouhý a huňatý ocas.

## Historie
Ragdoll patří mezi relativně mladá plemena. Zrodilo se v 60. letech 20. století v Kalifornii, kde bylo vyšlechtěno chovatelkou Ann Baker, která pro chov plemene využila bílou angoru – kočku jménem Josephina a kocoura vzhledově připomínajícího plemeno birma.
Josephina během březosti utrpěla autonehodu bez vážných zranění, ale Ann tvrdila, že se Josephině po autonehodě objevily typické vlastnosti pro ragdolly – po zvednutí do náruče kočička uvolní své svalstvo, tím se podobají hadrovým panenkám – podle toho také dostaly své jméno ragdoll (z angl. „rag“ hadr, „doll“ panenka). Zakladateli tohoto plemene se tedy stala koťata Fugiana, Buckwheat a Daddy Warbucks.

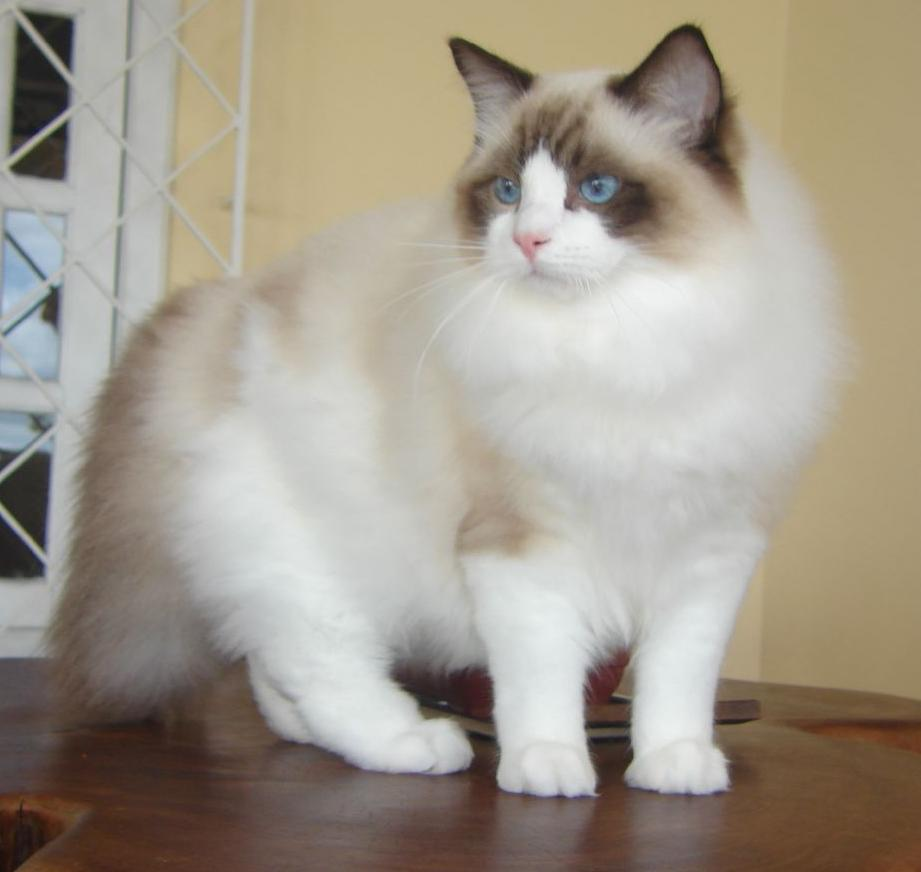
Ragdoll

## Charakter
Ragdoll jsou velmi přátelské k lidem, rády se mazlí, jsou extrémně přítulné, hravé, společenské a zvědavé. Vycházejí dobře i s ostatními kočkami. Toto plemeno je schopné dobře snášet samotu. Říká se, že se podobají psům (hlídají si své majitele, snadno se naučí chodit na procházky v postrojku a s oblibou nosí své kočičí hračky – dokáže aportovat). Jsou velice důvěřivé, dokonce i k cizím a díky tomu je možné využívat je při felinoterapii. Kočky velmi rády odpočívají a dají se snadno naučit na domácí prostředí. Je ovšem také možné nechat je proběhnout venku a sem tam něco ulovit. Velmi snadno se přizpůsobí životnímu stylu majitele.[zdroj⁠?!]

## Standard
Ragdoll jsou uznané ve třech typech (mitted, colorpoint a bicolor) a šesti základních barvách srsti (red, creme, seal, chocolate, blue, lilac). Jsou přípustné i varianty želvovinové (tortie) a s kresbou (tabby).
Kočky typu colorpoint musí mít nohy, uši, ocas i masku sladěné s trupem. Nos a polštářky na tlapkách mají tmavé, zatímco náprsenka, bříško a hruď jsou světlejšího odstínu. Nesmí mít nikde bílou barvu.
Mitted je podobný colorpointu, ale na nohách má bílé punčošky (bez tmavých fleků). Od ocasu až k bradě vede bílý pruh a polštářky na tlapách jsou růžové.
Ragdoll typu bicolor mají záda, uši, ocas a masku tmavě zbarvenou. Okolo nosu by měla být bílá skvrna ve tvaru obráceného písmene V.

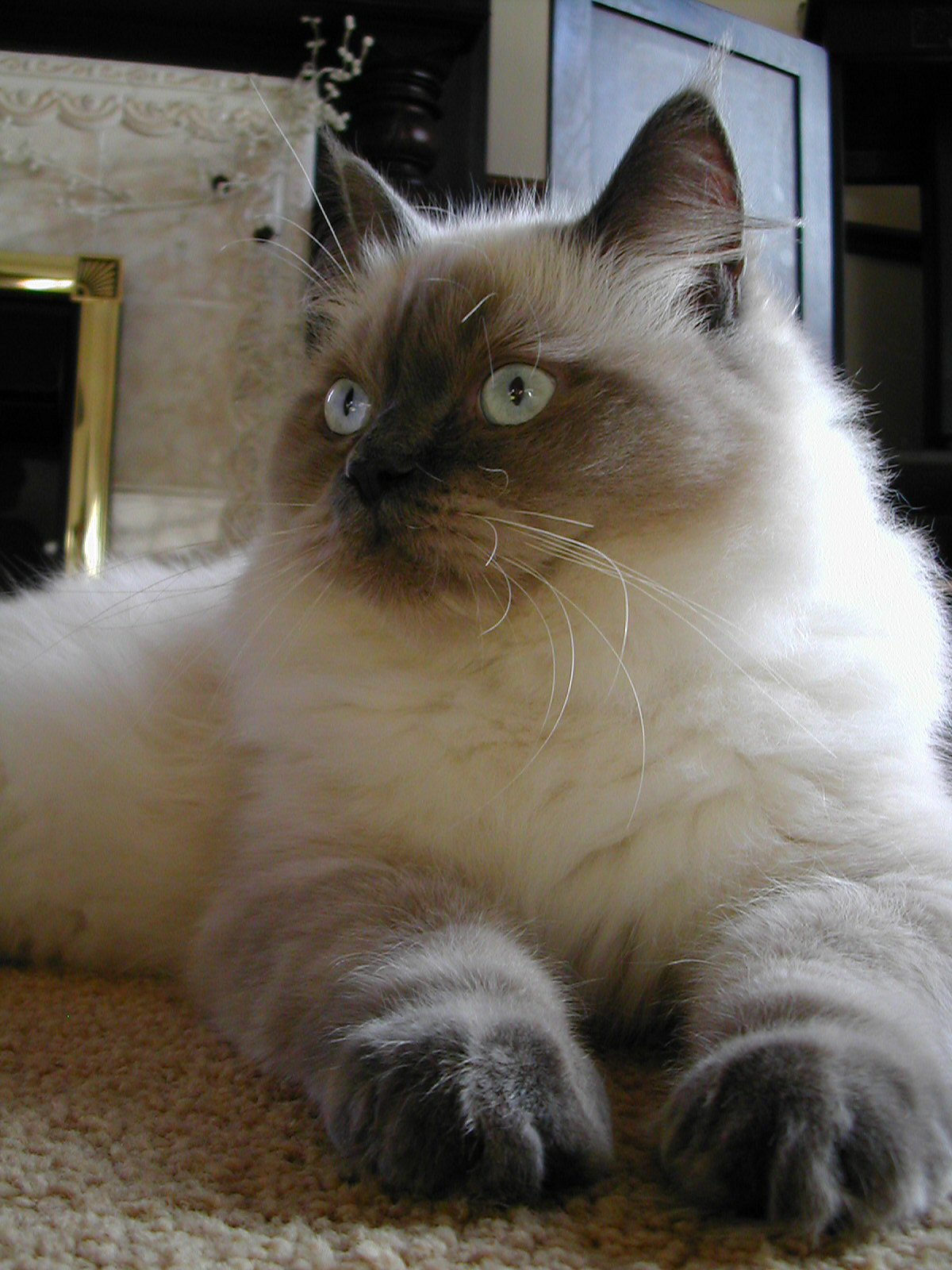
Zbarvení blue-colorpoint
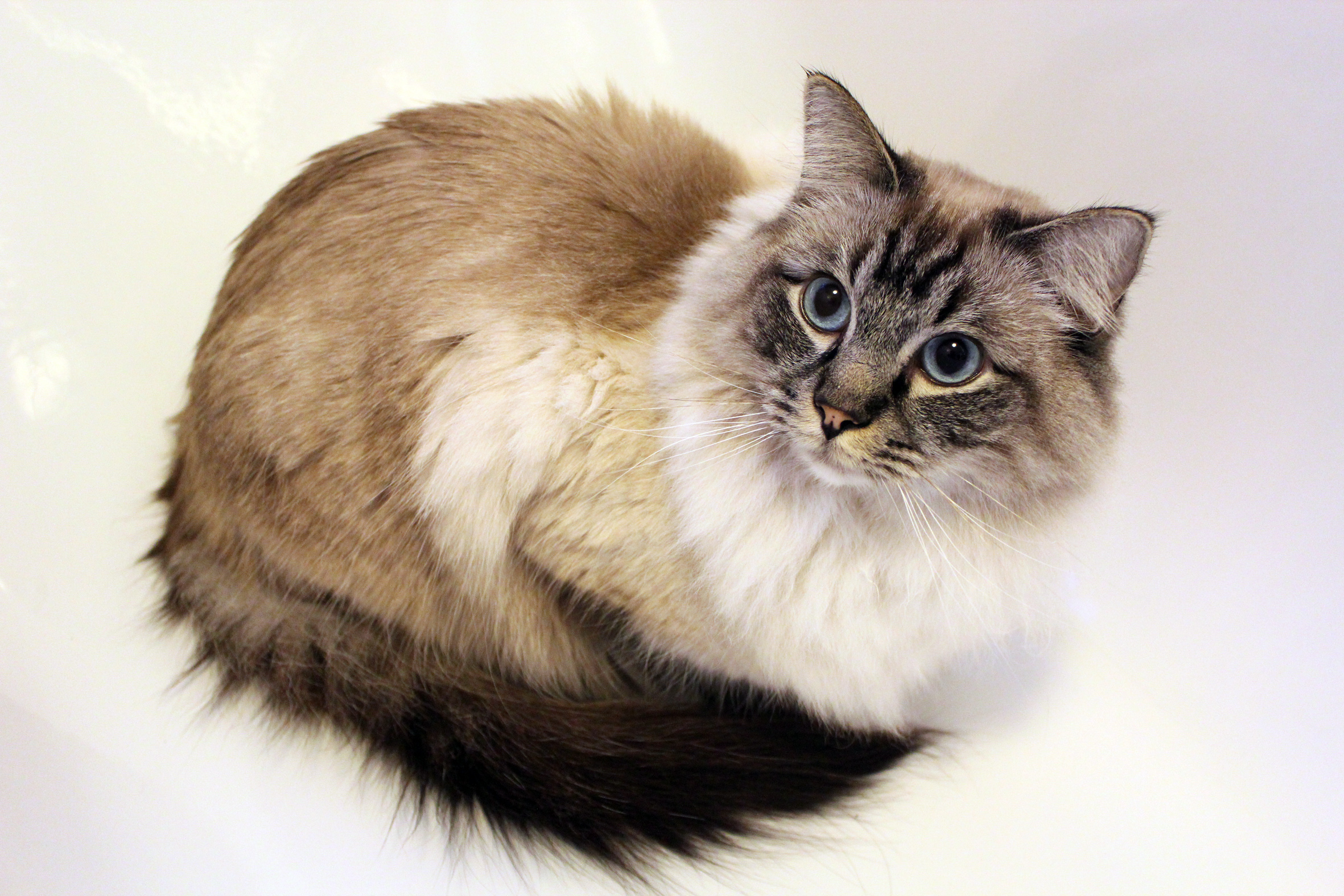
Zbarvení seal-tabby-colorpoint
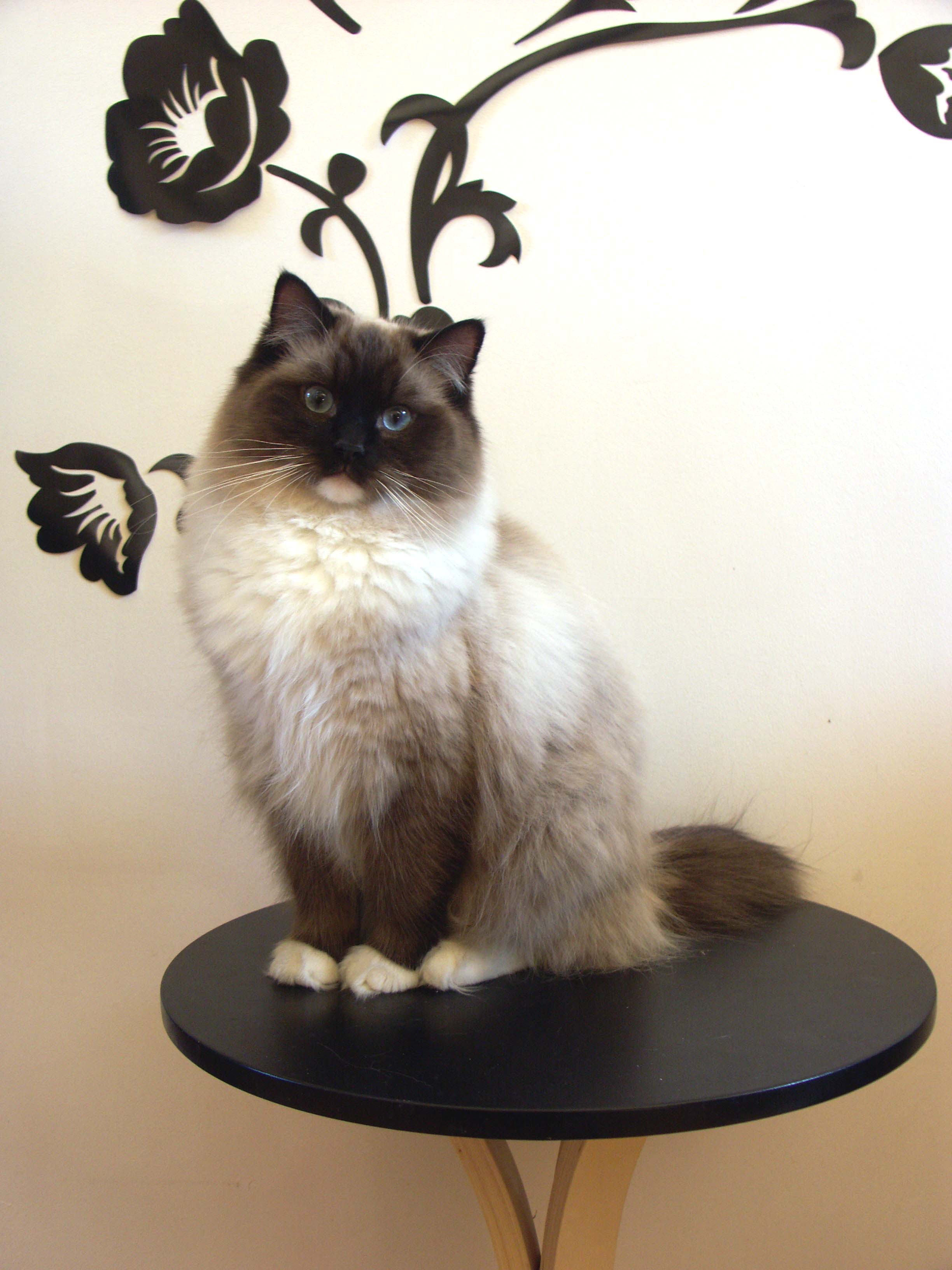
Dospělá samice
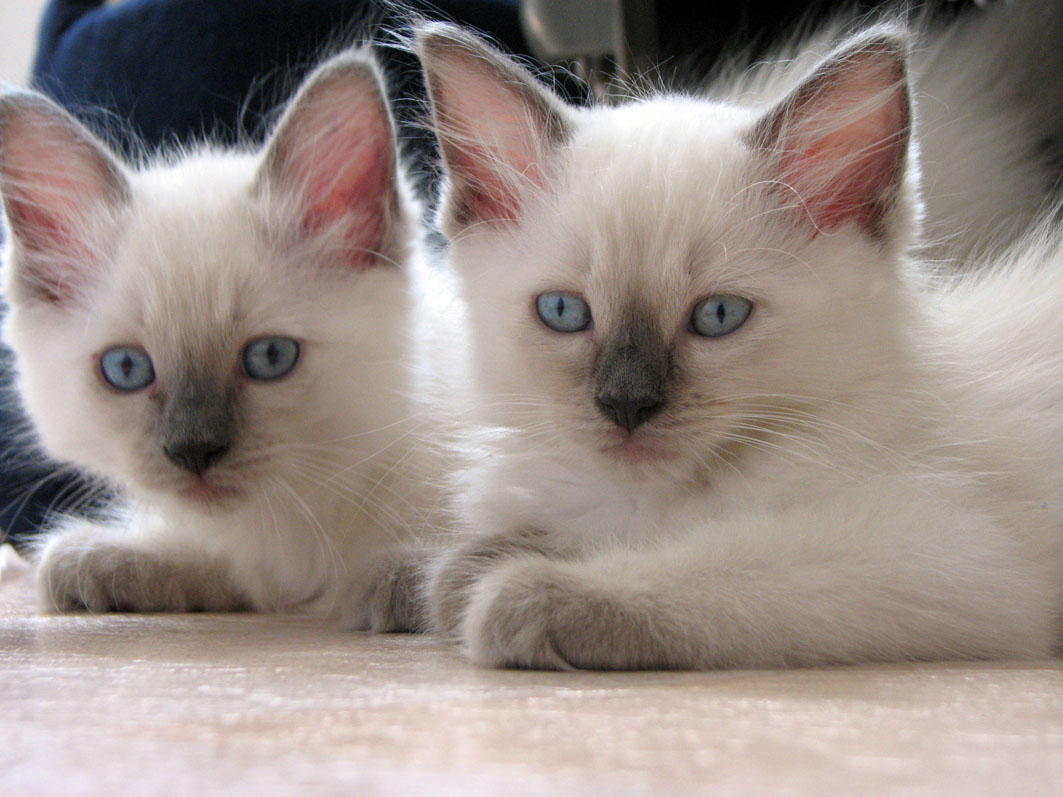
Koťata